# Кондо Исами
Кондо Исами (яп. 近藤 勇 Кондо: Исами, 9 ноября 1834 — 17 мая 1868) — японский воин и чиновник конца периода Эдо, командир Синсэнгуми, японской военной полиции Киото.

## Биография
Исами родился в семье Миягавы Хисадзиро, крестьянина, жившего в провинции Мусаси, в деревне Ками-Исивара (в настоящее время город Тёфу в западной части префектуры Токио). При рождении Исами получил имя Кацугоро. У него было два старших брата, Отодзиро (позже известный как Отогоро) и Кумэдзо (впоследствии Собэй). По свидетельствам, в юности Кацугоро любил читать; особенно ему нравилась история о сорока семи ронинах и китайский роман «Троецарствие».
В 1848 году Кацугоро начал тренироваться в главном додзё фехтовального стиля Тэннэн Рисин-рю под названием Сиэйкан. Его слава как человека учёного и известность, которую он приобрёл после того, как дал отпор группе грабителей, пытавшихся пробраться в дом его семьи, привлекли внимание Кондо Сю́сукэ, главы Сиэйкана. В 1849 году Сюсукэ усыновил молодого Кацугоро, который вначале взял себе имя Симадзаки Кацута (яп. 島崎 勝太). Согласно записям, сохранившимся в храме Годзу Тэнно-ся (яп. 牛頭天王社, в настоящее время Хино Ясака-дзиндзя (яп. 日野八坂神社)), полное его имя было Симадзаки Исами Фудзивара (но) Ёситакэ (яп. 島崎勇藤原義武). Таким образом, по документам Кондо получил имя Исами в 1858 году.

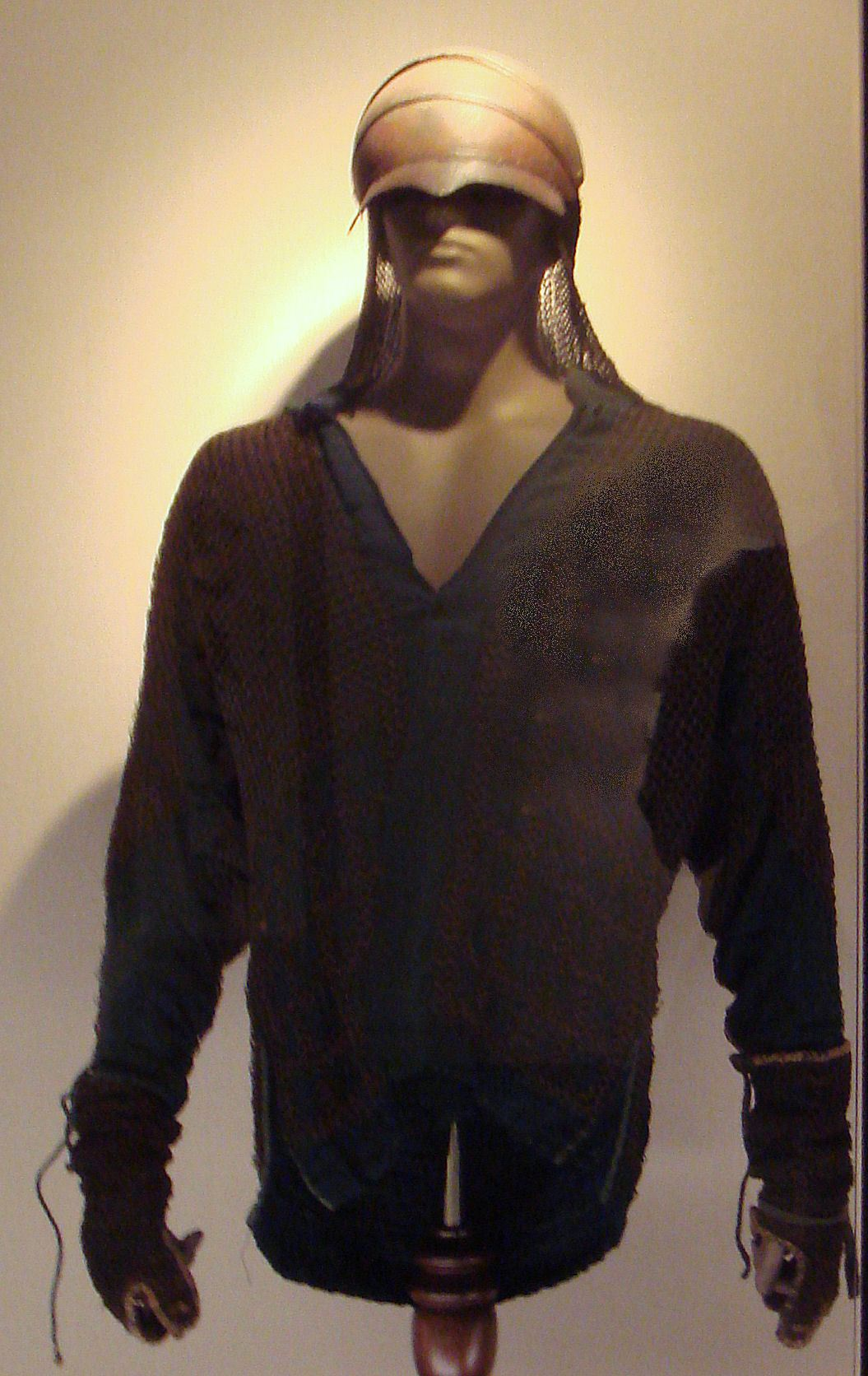
Доспехи и шлем Кондо Исами

По некоторым свидетельствам, Кондо владел катаной под названием «Котэцу» (яп. 虎徹), работой Нагасонэ Котэцу, мастера XVII столетия. Однако подлинность этой катаны поставлена под сомнение. По мнению одного из исследователей, занимавшихся исследованием биографии и работ Нагасонэ Котэцу, меч Кондо на самом деле мог быть изготовлен Минамото но Киёмаро, мастером кузнечного дела, жившим приблизительно в одно время с Кондо.
В 1860 году Кондо женился на Мацуи Оцунэ, которая была дочерью Мацуи Ясогоро, вассала рода Симидзу-Токугава; таким образом, этот брак был выигрышным для Кондо. 30 сентября 1861 года Кондо стал мастером стиля Тэннэн Рисин-рю в четвёртом поколении (яп. 宗家四代目 со:кэ но ёндаймэ), взяв себе имя Кондо Исами и став главой Сиэйкана. Годом позже у Кондо родилась дочь Тамако (1862—1886). Единственный внук Кондо, Хисатаро, погиб на русско-японской войне.
В 1862 году Кондо был кандидатом на должность преподавателя в Кобусё, военной школе для сёгунских вассалов, хотя ранее никогда в официальных учреждениях сёгуната не работал. Школа Кобусё была учреждена в 1855 году, чтобы реформировать воинскую систему после того, как в страну приплыли «Чёрные корабли» коммодора Мэттью Перри.

### Синсэнгуми
В 1863 году сёгунат Токугава сформировал большой отряд из ронинов для защиты сёгуна Иэмоти во время его поедзки в Киото. Кондо и его близкий друг Хидзиката Тосидзо вступили в этот отряд вместе с другими людьми, имевшими отношение к Сиэйкану, а именно: Окитой Содзи, Яманами Кэ́йсукэ, Харадой Сано́сукэ, Нагакурой Симпати, Иноуэ Гэндзабуро и Тодо Хэ́йсукэ. Но после прибытия в Киото командир отряда Киёкава Хатиро сообщил, что истинная цель собравшихся ронинов — поддержка антисёгунских радикальных сил. Кондо с Хидзикатой, а также ещё несколько человек отказались подчиняться и сформировали в Киото собственное подразделение — Мибу Росигуми. Протекцию им по прямому распоряжению сёгуната оказывал Мацудайра Катамори, правитель княжества Айдзу. Под надзором Катамори, занимавшего пост защитника Киото, Росигуми охраняли порядок в императорской столице. Кондо и Хидзиката вскоре захватили власть над небольшим отрядом, убив первоначального командира Сэридзаву Камо и его помощника Ниими Нисики. Кондо стал новым командиром (яп. 隊長 тайтё:) Синсэнгуми. Под его началом отряд просуществовал несколько лет, став особенно известным в 1864 году после нападения на гостиницу Икэда-я, где собирались лидеры радикальных империалистов. 10 июля 1867 года Кондо вместе с остальными членами Синсэнгуми получил статус хатамото (непосредственного вассала сёгуна).

### Война Босин и смерть

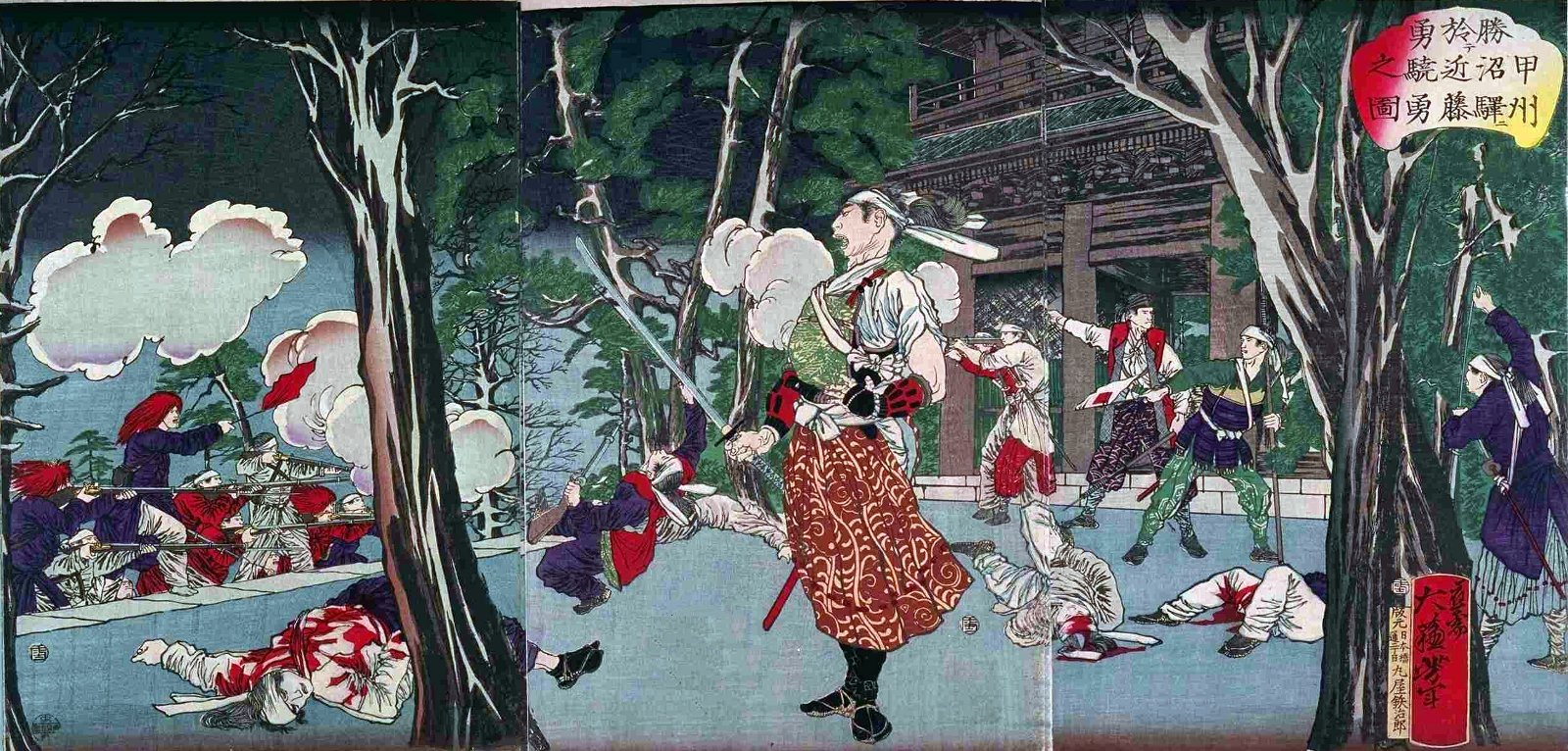
Кондо Исами противостоит солдатам из княжества Тоса в битве при Косю — Кацунуме

После битвы при Тоба — Фусими, состоявшейся в январе 1868 года, Кондо вернулся в Эдо и получил должность вакадосиёри (высокий чиновничий пост) в быстро распадающемся токугавском правительстве. В составе сёгунских военных отрядов он сражался с силами императорского двора в битвах при Косю — Кацунуме и Нагарэяме, но проиграл оба боя. После сдачи в плен он был казнён 17 мая 1868 года в токийском районе Итабаси.
Согласно Тани Татэки, политику эпохи Мэйдзи, происходившему из княжества Тоса, Кондо был казнён новым правительством (состоявшим в основном из самураев княжества Тёсю и Сацума) как преступник, обвинённый в убийстве Сакамото Рёмы, одного из ключевых людей реставрации Мэйдзи. Даже после того, как бывший член Мимаваригуми Имаи Нобуо в 1870 году признался, что Рёму убили именно Мимаваригуми, Тани Татэки продолжал настаивать на том, что обвинение против Кондо было правильным. (Хотя существует теория о том, что организатором убийства Рёмы был Сасаки Тадасабуро, глава Мимаваригуми, официально считается, что убийца неизвестен).
Существует несколько мест, считающихся могилами Кондо Исами. Считается, что самую первую погребальную стелу на одном из таких мест установил Хидзиката Тосидзо. По свидетельствам, Хидзиката, который выздоравливал после ранения в ногу, полученного в битве за Уцуномию, лично наблюдал и руководил установкой стелы в близлежащем храме Тэннэй-дзи (яп. 天寧寺). Посмертное имя Кондо, «Кантэн-индэн-дзюнтю:-сэйги-дайко:дзи» (яп. 貫天院殿純忠誠義大居士 Пронзающий Небо, Верноподданный Воин Большого Благочестия), по некоторым сведениям, было придумано Мацудайрой Катамори.

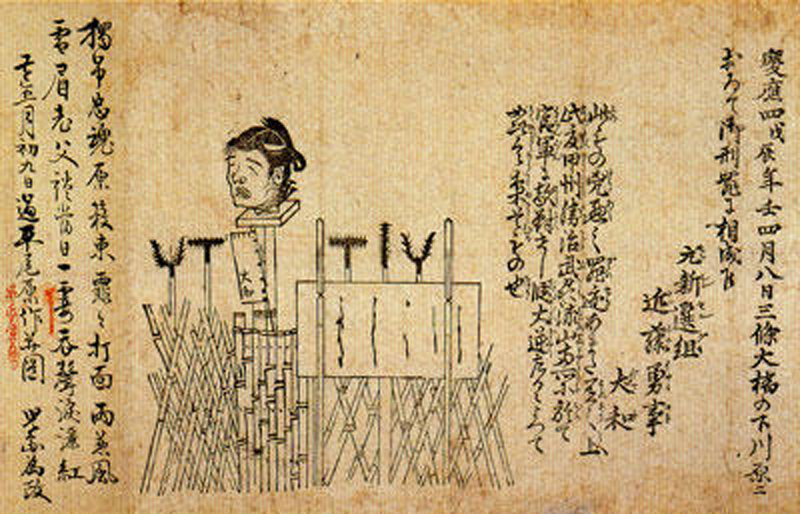
Газета 1868 года: выставленная на всеобщее обозрение отрубленная голова Кондо Исами
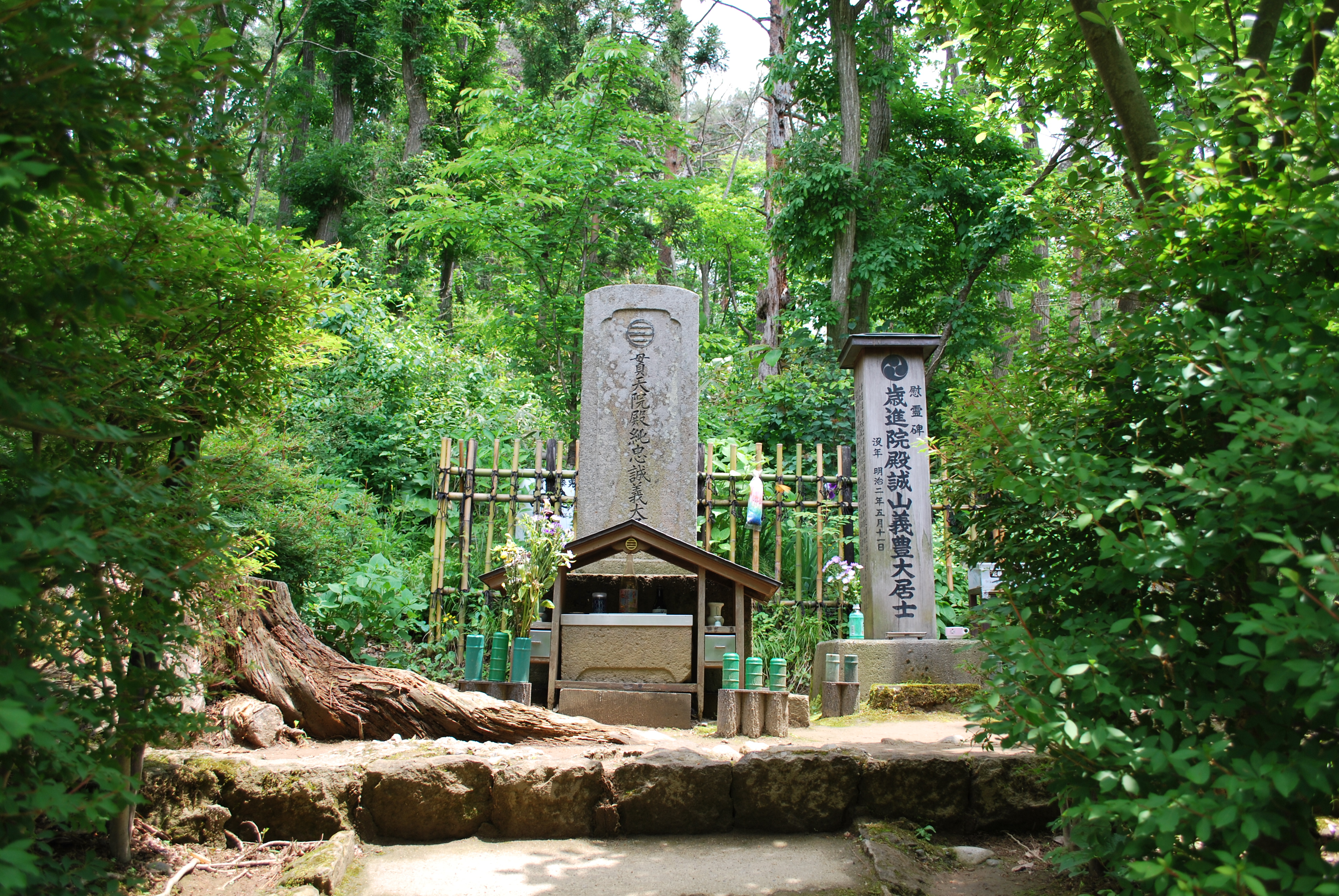
Могила Кондо в парке храма Тэннэй-дзи (г. Айдзувакамацу, преф. Фукусима)